# Roman Manuylov
Roman Olegovich Manuylov (tiếng Nga: Роман Олегович Мануйлов; sinh ngày 1 tháng 7 năm 1995) là một cầu thủ bóng đá người Nga. Anh thi đấu cho F.K. Tom Tomsk.

## Sự nghiệp câu lạc bộ
Anh có màn ra mắt tại Russian Second Division cho F.K. Smena Komsomolsk-na-Amure vào ngày 5 tháng 8 năm 2012 trong trận đấu với F.K. Dynamo Barnaul.